# آرتادخت
آرتادخت  (سده سوم میلادی) اقتصاددانی بود که در دوره اردوان چهارم (آخرین پادشاه اشکانی که به دست اردشیر بابکان کشته شد) به‌طور مستقیم در امور مالیات و خرج و دخل کشور دخالت داشت (در واقع نقش وزیر دارایی امروز را داشت). و در فارسی یعنی دختر مقدس وزیر خزانه داری، در زمان اشکانیان (پارتها) بود.
او بی آنکه فشاری بر مردم بیاورد و باج و خراج را افزون نماید ٬
کشور را به توانگری می‌رساند. چنانچه برآمده است ٬
از کارهای بزرگ او در گردآوری دارایی کشور، یکی جلوگیری از هزینه‌های
بیهوده به ویژه درباریان و دیگری گرفتن باج و خراج از درآمد توانگران بوده‌است.